# Pistolet maszynowy PM-84 Glauberyt

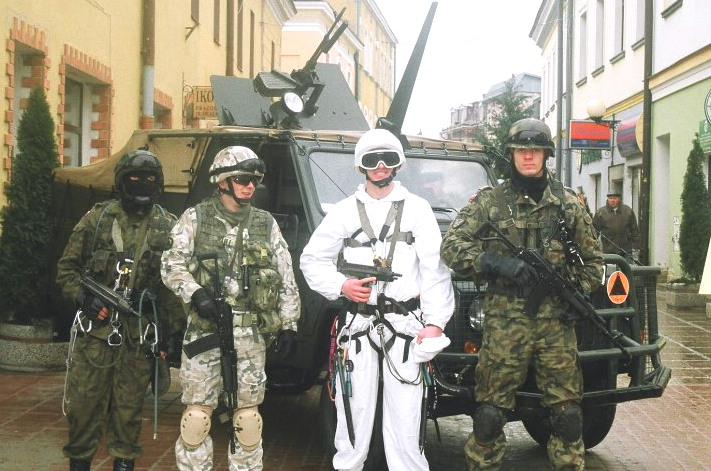
Żołnierze 21 BSP wyposażeni w PM-84P

Pistolet maszynowy wz. 1984 Glauberyt (skrót PM-84) – polski pistolet maszynowy, produkowany od połowy lat 80. XX wieku, przez Fabrykę Broni „Łucznik” w Radomiu. PM-84 jest samoczynno-samopowtarzalną bronią indywidualną, przeznaczoną dla załóg wozów bojowych, pododdziałów zwiadu, służb specjalnych, policji oraz służb ochrony mienia.
Powstało wiele wariantów i modyfikacji broni różniących się kalibrem i zastosowanym wyposażeniem. Największą modyfikacją jest model PM-98.

## Historia
Prace nad bronią palną oznaczoną kryptonimem Glauberyt rozpoczęto na początku lat 70. XX w. w trzech niezależnie działających zespołach konstrukcyjnych: jeden z Wojskowego Instytutu Technicznego Uzbrojenia w Zielonce oraz dwa z Ośrodka Badawczo-Rozwojowego w Radomiu. Po analizie porównawczej modeli pistoletów maszynowych przedstawionych przez poszczególne zespoły, do dalszych prac zakwalifikowano broń z Ośrodka Badawczo-Rozwojowego powiązanego z Zakładami Metalowymi Łucznik, oznaczoną początkowo R-75-I, a później R-81, skonstruowaną przez konstruktorów Ryszarda Chełmickiego, Janusza Chętkiewicza i Stanisława Brixa. W 1981 wyprodukowano partię pistoletów masz. R-81, które poddano badaniom i próbom eksploatacyjnym. Po wprowadzeniu niewielkich poprawek konstrukcyjnych broń zakwalifikowano do produkcji seryjnej pod nazwą: 9 mm pistolet maszynowy wz. 1984 i przyjęto do uzbrojenia Sił Zbrojnych PRL. Zastąpił wprowadzony w połowie lat 60 XX w. pistolet maszynowy wz. 1963.
Do 2004 wyprodukowano ok. 50 tysięcy egzemplarzy pistoletów rodziny PM-84/P i PM-98, używanych przez SZ RP, Policję i Straż Graniczną. Oprócz Polski, PM-98 zostały zakupione przez Irak (3 tys. sztuk w 2004).

## Wersje
- PM-84 – zasilany nabojem 9 x 18 mm Makarowa, w bardzo niewielkiej liczbie przyjęty do uzbrojenia SZ PRL jako 9 mm pistolet maszynowy wz. 1984 Glauberyt, nieprodukowany na szeroką skalę. Celownik przerzutowy o czterech nastawach 75 m (przeziernik), 75, 150, 200 m.
- PM-84P – wersja PM-84 dostosowana do naboju 9 x 19 mm Parabellum (stąd litera P w nazwie), opracowana w Zakładach Metalowych ŁUCZNIK w Radomiu na przełomie 1991 i 1992, przyjęta do uzbrojenia Sił Zbrojnych RP jako 9 mm pistolet maszynowy wz. 1984P Glauberyt w 1994. Wprowadzono w nim nową, dłuższą lufę, zlikwidowano gwint do mocowania tłumika dźwięku, zwiększono masę zamka, wzmocniono komorę zamkową oraz zmieniono kształt jej pokrywy. W celu ułatwienia przeładowania broni powiększono rękojeść do napinania zamka. Zmieniono również muszkę, ma możliwość regulacji w pionie, oraz celownik, regulacja w poziomie. Wprowadzono cztery nastawy – 75 i 150 m, przeziernik, 75 i 150 m, szczerbina.
- PM-84P – odmiana policyjna z jednoramiennym napinaczem zamka, zmienionymi przyrządami celowniczymi (muszka słupkowa zamiast stożkowej oraz celownik przerzutowy z nastawami na 75 m i 150 m – przeziernik i szczerbina), z kolbą pozbawioną podcięć oraz stopką na stałe przyspawaną do jej ramion. Zasilany nabojem 9 × 19 mm Parabellum.
- PM-84PP - odmiana policyjna różniąca się od ww. jedynie stopką kolby osłoniętą wyprofilowaną, gumową stopką, jak w późniejszym PM-98.
- PM-98 – wersja powstała na bazie PM-84P w oparciu o wymagania określone przez Policję. Zasilany nabojem 9 × 19 mm Parabellum. Zastosowano w nim nową, sztywniejszą kolbę ze stałym, wyłożonym gumą trzewikiem, zamiast rozkładanego chwytu przedniego wprowadzono plastikowe łoże, mieszczące gniazdo do instalowania oświetlenia taktycznego lub laserowego wskaźnika celu. Zatrzask magazynka został przeniesiony do podstawy kabłąka języka spustowego, co wymusiło przekonstruowanie magazynka. Magazynki PM-98/PM-98S oraz BRS-99 nie są całkowicie wymienne z magazynkami PM-84P – nowe pasują do PM-84P, natomiast od niego do PM-98 już nie. Nowsze są wyposażone na tylnej ściance w występ współpracujący ze starym dolnym zaczepem, natomiast w starym brak wycięcia w bocznej ściance pudełka, współpracującego z nowym zaczepem.
- PM-98L wyposażony fabrycznie w lufę o długości 250mm, oznaczenie "PM-98L" jest wybite na lewej stronie komory spustowej, wersja ta była produkowana w pokryciu ochronnym fosforawniem tj. pozostałe PM-98 seryjne.
- PM-98S – uproszczona odmiana PM-98, wyeliminowano w niej mechanizm opóźniacza, w wyniku czego nieznacznie wzrosła szybkostrzelność broni (do 770 strz./min). Zasilany nabojem 9 x 19 mm Parabellum.
- BRS-99 – samopowtarzalna odmiana PM-98, przeznaczona na rynek cywilny. Zastosowano do niej dłuższą – 250-mm lufę, choć istnieje możliwość stosowania również standardowej z PM-98. Zasilany nabojem 9 × 19 mm Parabellum.
- PM-06 – odmiana PM-98 posiadająca szyny montażowe Picatinny, umieszczone na pokrywie zamka, dźwignię bezpiecznika, przełącznika rodzaju ognia symetrycznie po obu stronach broni, teleskopową, wysuwaną, czteropozycyjną kolbę o regulowanej długości. Z powodu liniowości układu broń ma mniejszy podrzut niż poprzednie warianty.
- PM-06S – wariant PM-06S o zwiększonej szybkostrzelności, w stosunku do PM-06 usunięty opóźniacz powrotu zamka.

## Dane taktyczno-techniczne
|                                               | PM-84              | PM-84P               | PM 98                | PM-98S               | PM-06                |
| --------------------------------------------- | ------------------ | -------------------- | -------------------- | -------------------- | -------------------- |
| Nabój                                         | 9 × 18 mm Makarowa | 9 × 19 mm Parabellum | 9 × 19 mm Parabellum | 9 × 19 mm Parabellum | 9 × 19 mm Parabellum |
| Długość z kolbą złożoną/rozłożoną (mm)        | 354/560            | 375/575              | 405/605              | 405/605              | 392/615              |
| Wysokość z magazynkiem 15/25 nabojowym (mm)   | 160/205            | 160/210              | 172/220              | 172/220              | 177/224              |
| Szerokość (mm)                                | 51                 | 54                   | 58                   | 58                   | 62                   |
| Długość lufy (mm)                             | 165                | 185                  | 185                  | 185                  | 185                  |
| Długość linii celowniczej (mm)                | 280                | 280                  | 280                  | 280                  | 280                  |
| Masa broni niezaładowanej (kg)                | 1,84               | 2,17                 | 2,42                 | 2,42                 | 2,50                 |
| Masa broni z magazynkiem 15/25 nabojowym (kg) | 2,07/2,24          | 2,46/2,62            | 2,59/2,86            | 2,59/2,86            | 2,79/2,94            |
| Prędkość początkowa pocisku (m/s)             | 332                | 360                  | 360                  | 360                  | 360                  |
| Szybkostrzelność teoretyczna (strz./min)      | 600                | 640                  | 640                  | 770                  | 640                  |
| Zasięg skuteczny (m)                          | ~150               | ~150                 | ~150                 | ~150                 | ~150                 |

## Użytkownicy
- Filipiny – filipińska policja używa pistoletów maszynowych PM-98[3]
- Indonezja – indonezyjska policja używa pistoletów maszynowych PM-98[3]
- Irak – 3000 sztuk PM-98 sprzedano Irakowi[1], nieznaną liczbą PM-98 posługuje się policja kurdyjska i peszmergowie
- Litwa – 10 PM-84P używają Litewskie Siły Zbrojne[4]
- Polska – 50 000 sztuk PM-84P, PM-98 i PM-06 używane są m.in. przez Siły Zbrojne Rzeczypospolitej Polskiej i Policję[5]